# Гілл (кратер)

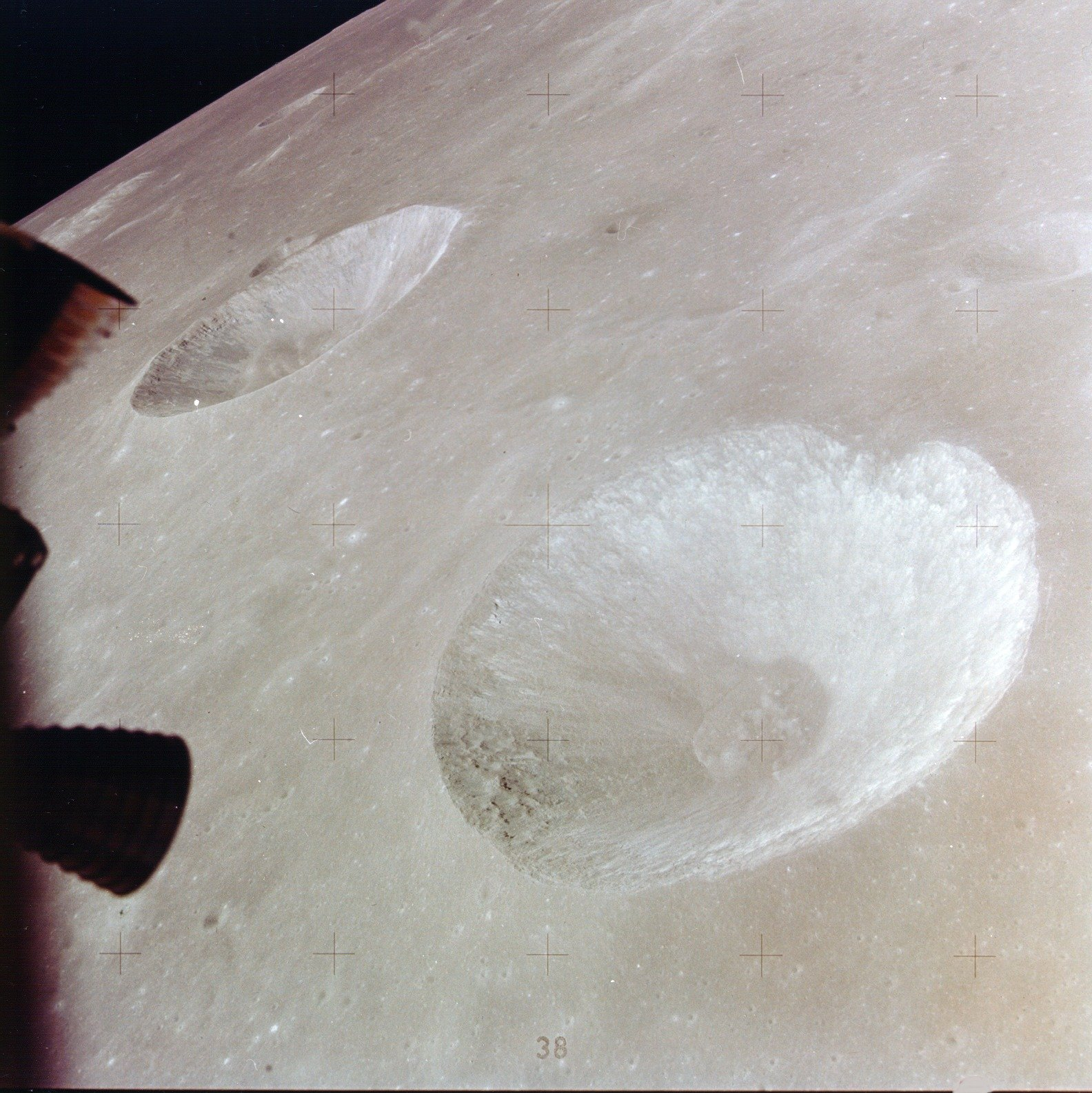
Кратер Гілл (внизу праворуч) і кратер Кармайкл (кратер, Місяць) (верхній ліворуч) з Аполлона-15. Фото NASA.

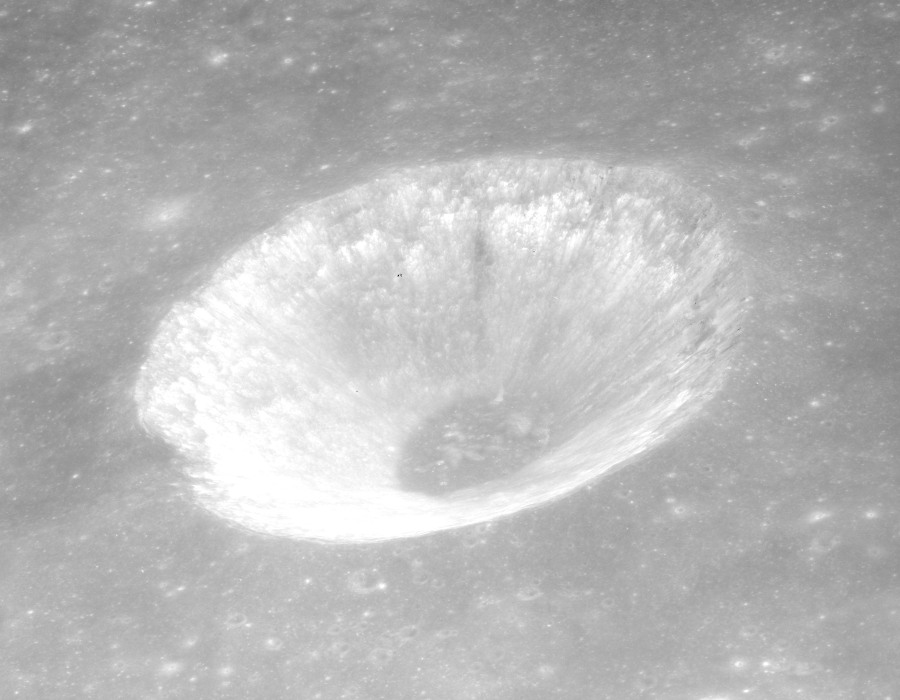
Косий вид Гілла також з Аполлона 15

Гілл — малий ударний кратер на Місяці, розташований на захід від видатного кратера Макробій, біля східного краю Затоки Любові. Його діаметр становить 16 км. Його назвали на честь американського астронома Джорджа Вільяма Гілла. Раніше він називався Макробій B. Він лежить на північний-північний схід від Кармайкла, іншого кратера-супутника Макробія.
Це круглий кратер у формі чаші з внутрішньою стінкою, яка має відносно високе альбедо порівняно з навколишньою місцевістю. Внутрішні стіни мають симетричну форму і плавно спускаються до невеликого дна в середині, поверхні приблизно в одну чверть діаметра кратера. Це утворення не зазнало значної ерозії, і в іншому його неможливо відрізнити від багатьох подібних кратерів на Місяці.